# Capella de Ministrers

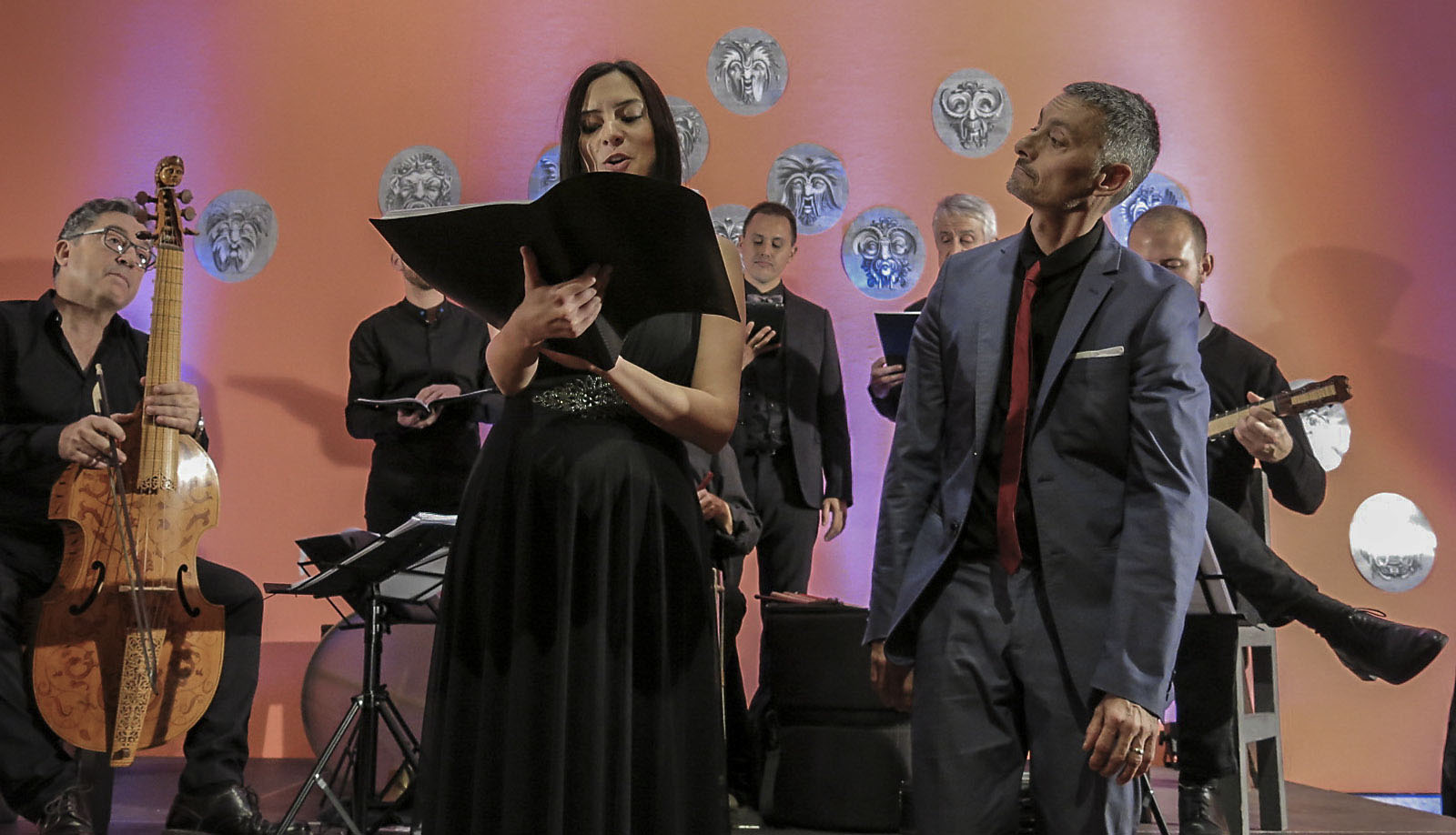
La fascinante deformidad. Música Grotesca. Museu de Belles Arts de València, 15 de desembre de 2019

Capella de Ministrers és un grup de música valencià fundat el 1987 pel seu director Carles Magraner. Interpreten música vocal i instrumental, especialitzat en la interpretació del patrimoni musical espanyol anterior al segle xix utilitzant criteris d'interpretació fidedignes a cada època i instruments històrics.
Una intensa activitat concertística i discogràfica, unida a les tasques de recuperació i investigació musicològica, li atorguen al grup un cert prestigi a escala nacional i internacional. Han donat concerts per tot Espanya i participat en nombrosos festivals internacionals, rebent premis de la premsa especialitzada com Goldberg Magazine, CD Compact, Repertoire, Scherzo, etc.
En octubre del 2018 l'Institut Valencià de Cultura de la Generalitat Valenciana, va nominar la Capella de Ministrers, junt a l'Orquestra Filharmònica de la Universitat de València, Piacere dei Traversi i Música Trobada, al guardó Millor disc de recuperació de patrimoni musical, en els I Premis Carles Santos de Música Valenciana. També va ser nominada al guardó de Millor disc de música d'arrel i Millor gira. Capella Ministrers obtingué el premi al millor disc de recuperació de patrimoni musical pel seu disc La ruta de la seda.
Entre els seus intèrprets es troben diversos músics reconeguts en el món de la música antiga, com Efrén López, Mara Aranda o Eduard Navarro.

## Discografia

### Àlbums originals
- 1989 - "Música Barroca Valenciana". (EGT 526 CD i AVI 8025)
- 1990 - "Cançoner del Duc de Calàbria". (EGT 536 CD i AVI 8017)
- 1991 - "Matías Navarro". (EGT 579 CD i AVI 8023)
- 1993 - "La España Virreinal. Maestros de capilla de la Catedral de Lima (1676-1765)". (EGT 631 CD i AVI 8018)
- 1994 - "Antonio Literes: Los Elementos". (EGT 649 CD, AVI 8019 i Licanus CDM 0617)
- 1996 - "Vicente Martín y Soler: La Madrileña. Madrid 1778". (CDM 0410)
- 1997 - "Joan Brudieu: Cant d'amor". (EGT 708 CD i AVI 8024)
- 1997 - "Cançoner de Gandia". (EGT 695). Reeditat posteriorment com: "El Cant de la Sibil·la". (Auvidis Ibèrica-Naïve i AVI 8021) Incluida en la BSO de "Son de Mar" de Bigas Luna
- 1999 - "Antonio Teodoro Ortells: Oratorio Sacro". (Naïve AVI 8015 i Licanus CDM 0306)
- 1999 - "Alfons el Magnànim. Música profana de la corte aragonesa en Nàpoles (1450-1500)". (EGT 765 CD, Auvidis Ibèrica (Naïve) i AVI 8022)
- 1999 - "Oratorio Sacro a la Pasión de Cristo". (CDM 0305)
- 1999 - "Antoni Lliteres: Júpiter y Danae". (Blau CD 190)
- 2001 - "Plaser y gasajo. Música cortesana en tiempos del Papa Alejandro VI". (Auvidis Ibèrica (Naïve) AVI 8027)
- 2001 - "Nunca fue pena mayor. Música Religiosa en torno al Papa Alejandro VI". Junt al Cor de la Generalitat Valenciana. (Auvidis Ibèrica (Naïve) AVI 8026)
- 2001 - "Concierto Espiritual". (Naïve AVI 8029)
- 2001 - "Trobadors. El amor cortesano en la Edad Media". (Auvidis Ibèrica (Naïve) AVI 8016 i Licanus CDM 0308)
- 2002 - "Llibre Vermell, Contrafactum de Morella. Cantos y danzas del siglo XIV". (Licanus CDM 0201)
- 2002 - "Iudicii Signum". (Licanus CDM 0203)
- 2003 - "Lamento di Tristano. Estampida medieval, danzas y música instrumental de la Edad Media". (Licanus CDM 0307)
- 2003 - "Misteri d'Elx - La Vespra". Junt al Cor de la Generalitat Valenciana. (Licanus CDM 0304)
- 2003 - "Il barbaro dolore. Arias y cantatas del siglo XVIII español". (Licanus CDM 0305)
- 2004 - "Cancionero de Palacio". (Licanus CDM 0409)
- 2004 - "Misterí d'Elx - La Festa". Junt al Cor de la Generalitat Valenciana. (Licanus CDM 0411)
- 2005 - "La Harpe de Melodie. Música en tiempo de Benedicto XIII, el Papa Luna". (Licanus CDM 0512)
- 2005 - "Navidad Renacentista". (Licanus CDM 0513)
- 2006 - "Dedicate alle Dame". (Licanus CDM 0614)
- 2006 - "Tomás Luis de Victoria: Requiem". Junt al Cor de la Generalitat Valenciana. (Licanus CDM 0615)
- 2007 - "La Spagna. Danzas del Renacimiento español". (Licanus CDM 0718)
- 2007 - "John Dowland: Lachrimae or Seven Teares". (Licanus CDM 0721)
- 2007 - "Batalla Imperial. Música en tiempos de la Batalla de Almansa". (Licanus CDM 0720)
- 2008 - "Música Angélica. El repertorio mariano medieval". Junt al Cor de la Generalitat Valenciana. (IVM PMV004).
- 2008 - "Ad honorem Virginis. L'Ars Antiqua a la Corona d'Aragó". (Licanus CDM 0822)
- 2008 - "Amors e Cansó. Trobadors de la Corona d'Aragó". (Licanus CDM 0823)
- 2008 - "Al-Hadiqat Al-Adai'a (El Jardín Perdido). Música i poesía andalusí a la València dels s. XII-XIII". (Licanus CDM 0824)
- 2008 - "Feminae Vox. Códice de las Huelgas". (Licanus CDM 0826)
- 2009 - "Fantasiant, Música y Poesia per a Ausiàs March". (Licanus CDM 0927)
- 2010 - "Morescas. Romances y cántigas entre moros y cristianos". (CDM, 1028)
- 2010 - "Els viatges de Tirant lo Blanch". (CDM, 1029)

### Àlbums recopilatoris
- 1998 - "10 anys". (EGT 741 CD)
- 2003 - "15 anys". (Licanus CDM 0202)
- 2006 - "Borgia. Música religiosa en torno al papa Alejandro VI (1492-1503)". Recopilació de teme dels discos "Plaser y gasajo" i "Nunca fue pena mayor"
- 2007 - "Tempus Fugit. 20 años de Capella de Ministrers". (Licanus CDM 0719)
- 2008 - "Música en temps de Jaume I". (Licanus CDM 0825). És un llibre-disc que inclou les gravacions:
  - 2008 - "Ad honorem Virginis. L'Ars Antiqua a la Corona d'Aragó".
  - 2008 - "Amors e Cansó. Trobadors de la Corona d'Aragó".
  - 2008 - "Al-Hadiqat Al-Adai'a (El Jardín Perdido). Música i poesía andalusí a la València dels s. XII-XIII".